# Tossa d’Alp
Tossa d’Alp – szczyt w Pirenejach. Leży w Hiszpanii, w prowincji Girona, przy granicy z Francją. Należy do Pirenejów Wschodnich.